# Kristinelund och Husartorpet
Kristinelund och Husartorpet var före 2015 en av SCB avgränsad och namnsatt småort i Örebro kommun i Närke. Småorten upphörde 2015 när området växte samman med bebyggelsen i Örebro.
Småorten omfattade bebyggelse nordväst om Örebro strax väster om Mellringe och söder om Runnaby.